# Після смерті (фільм, 1998)
Після смерті (англ. Postmortem) — американський трилер 1998 року.

## Сюжет
Капітан поліції МакГрегор з Сан-Франциско, який займається довгі роки розслідуванням вбивств, написав книгу про свій досвід багаторічного зіткнення з різними формами насильницької смерті. Книга ця стала бестселером, а сам автор, побоюючись за власний розум, виїхав у пошуках спокою з Америки в Глазго, звідки родом був ще його дід. В один «прекрасний» день до нього приходить факс, в якому некролог на ще живу дівчину, що стала через кілька годин мертвою. Вона була вбита уколом отрути, з тіла була відкачана кров, а труп був підкладений до огорожі будинку письменника-поліцейського. Один за іншим приходять факси, і гинуть дівчата. Поліція просить МакГрегора приєднатися до слідства, і він погоджується, чому сприяє і візит батька першої жертви.

## У ролях
- Чарлі Шин — Джеймс Макгрегор
- Майкл Галслі — інспектор Балантін
- Івана Мілічевіч — Гвен Тернер
- Стівен МакКоул — Джордж Стетлер молодший
- Гарі Льюїс — Воллес
- Дейв Андерсон — капітан Мур
- Стівен Дочерті — Лео
- Лі Б'яджи — Джейн Сент-Джон
- Філ МакКолл — Джордж Стетлер старший
- Джон Юлі — Медді
- Йен Ганмор — Теодор Саймс
- Йен Кейрнс — містер Маккормак
- Сенді Велш — бездомний чоловік
- Девід Волкер — Девід Корі
- Зулейка Шоу — Черіл Міллер
- Гейзел Енн Кроуфорд — Беверлі Шу
- Зоі Еілес — медсестра
- Аннабел Рейд — дівчина в магазині
- Полін Карвілль — Олівія
- Гвінет Гатрі — Кілт завідувач магазину
- Джоенн Рейлі — сусідка Гейли Гіллард
- Жан Моффат — жінка на похоронах
- Девід Мелдрам — поліцейський 1
- Саймон Вейр — парубок Беверлі
- Реб Аффлек — офіцер супровідник
- Девід Дженкінс — наречений Шеріл
- Чарльз Флемінґ — поліцейський
- Сьюзі Лі — жертва 1 — Лінда Саймс
- Ліза Ерл — жертва 2 — Шарон Ліггет
- Керол Файндлей — жертва 3 — Кейт Джерген
- Ерін Муні — жертва 4 — Гейл Гіллард
- Череней Стренд — мертва дівчинка у спогадах
- Алан Орр — молодий Джордж
- Дженні Г'юз — молода Олівія